# Municipio de Madison (condado de Armstrong)
El municipio de Madison (en inglés: Madison Township) es un municipio ubicado en el condado de Armstrong en el estado estadounidense de Pensilvania. En el año 2000 tenía una población de 943 habitantes y una densidad poblacional de 12 personas por km².

## Geografía
El municipio de Madison se encuentra ubicado en las coordenadas 40°57′39″N 79°27′47″O / 40.96083, -79.46306.

## Demografía
Según la Oficina del Censo en 2000 los ingresos medios por hogar en la localidad eran de $26.875 y los ingresos medios por familia eran $35.156. Los hombres tenían unos ingresos medios de $30.227 frente a los $16.667 para las mujeres. La renta per cápita para la localidad era de $12.583. Alrededor del 19,3% de la población estaban por debajo del umbral de pobreza.